# Null²
null²（ヌルヌル、null2）は、2025年に大阪府大阪市此花区夢洲で開催された大阪・関西万博で展示されたパビリオンで、万博会場中心に位置するシグネチャーパビリオンの一つである。万博のテーマ事業として「いのちをみがく」をテーマに鏡をコンセプトとして設計、建築されたパビリオンで、メディアアーティストの落合陽一がプロデュースした。パビリオンは2020年12月に公開された落合陽一による基本計画に基づき外観は変形する彫刻作品、内観はメディアアート作品として計画された。彫刻的な建築は落合陽一と建築設計事務所のNoizがコラボレーションしデザインを行い、Noizが建築設計および担当した。
伸縮可能な素材を用いた鏡状の立方体を積み重ねた外観で、立方体内部にはロボットアームが組み込まれており、建物自体が振動収縮可能な設計となっている。外装に用いられた伸縮性と鏡面性を両立させる素材はこのパビリオンのために太陽工業によって開発され、ミラー膜と命名された。建物内部は8メートル四方のミラールームとなっており、特殊なLEDを使用した没入体験型のパビリオンとなっている。

## 名称
パビリオンの名称はプログラミング用語における何もない状態を示す「Null」と、仏教における実態がないことを示す「空」をかけあわせたものに由来しており、空の理法でもある『般若心経』のなかに登場する「色即是空 空即是色」部分に「空」が二度登場することから「null²」という名称になった。パビリオン名称は2022年4月にプレスリリースされたプロジェクトの基本計画策定発表の中で初めて公開された。落合の過去作品にはヌル庵のようなnullと仏教と鏡と変形と映像をテーマにした作品が多く存在している。

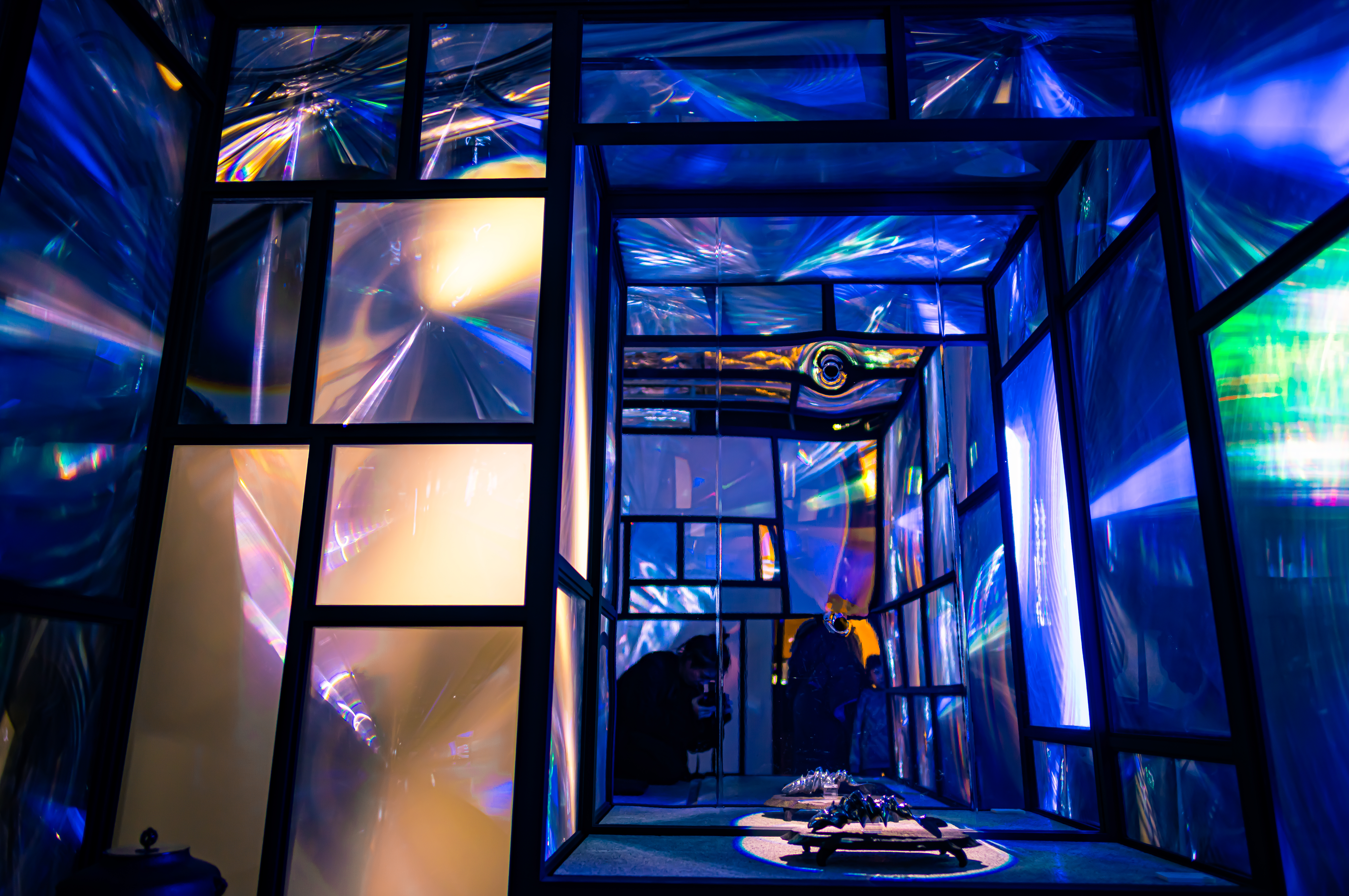
null-an（ヌル庵）

## コンセプト
テーマ事業「いのちを磨く」は、大阪・関西万博の8つのテーマ事業の一つであり、メディアアーティストで筑波大学准教授の落合陽一がプロデューサーを務める企画である。この事業の実体であるパビリオン「null²」は、シグネチャーパビリオンの一つとして位置づけられており、「自然と人工物、フィジカルとバーチャルの融和により、自然と調和する芸術の形を追求し、新たな未来の輝きを求める」というコンセプトのもと計画された。
「万物が溶け合い物化し変遷する共感覚的な風景の構築と体験の提供」をメインテーマに掲げる本事業は、落合が長年提唱してきた「デジタルネイチャー」の概念を体現するものである。このパビリオンは、音と光と触覚による共感覚的な風景を通じて、来場者の感覚をデジタル技術によって変換・物化する体験を提供する。
2020年時点で5年後のデジタル技術の進化を想定し「ギリギリ実現できる最先端のパビリオンを狙った」としている。設計を担当したNoizは、落合より「器としてのスタティック（静的）な建築ではなく、デジタル技術を用い、現実世界でその場を訪れる人と建物が交感、または場所を超えて世界中の人とつながる“動的な建物”を創って欲しい」と依頼を受け、ボクセルを用いて積層していく建造物の構想を提案した。

### 鏡の使用
2020年7月にプロデューサーに就任した落合陽一は、当時浮遊し回転しながら風景を歪める鏡のインスタレーションの作品を制作していたことなどが契機となり、変形する鏡をモチーフとした作品を制作したいと考えたと述べている。外観、内観。メディアアーティストの落合陽一がプロデュースし、彼が提唱する「デジタルネイチャー」の概念を表現した作品が展示された。ともに落合の過去作を踏襲しアップデートしたものになっている。

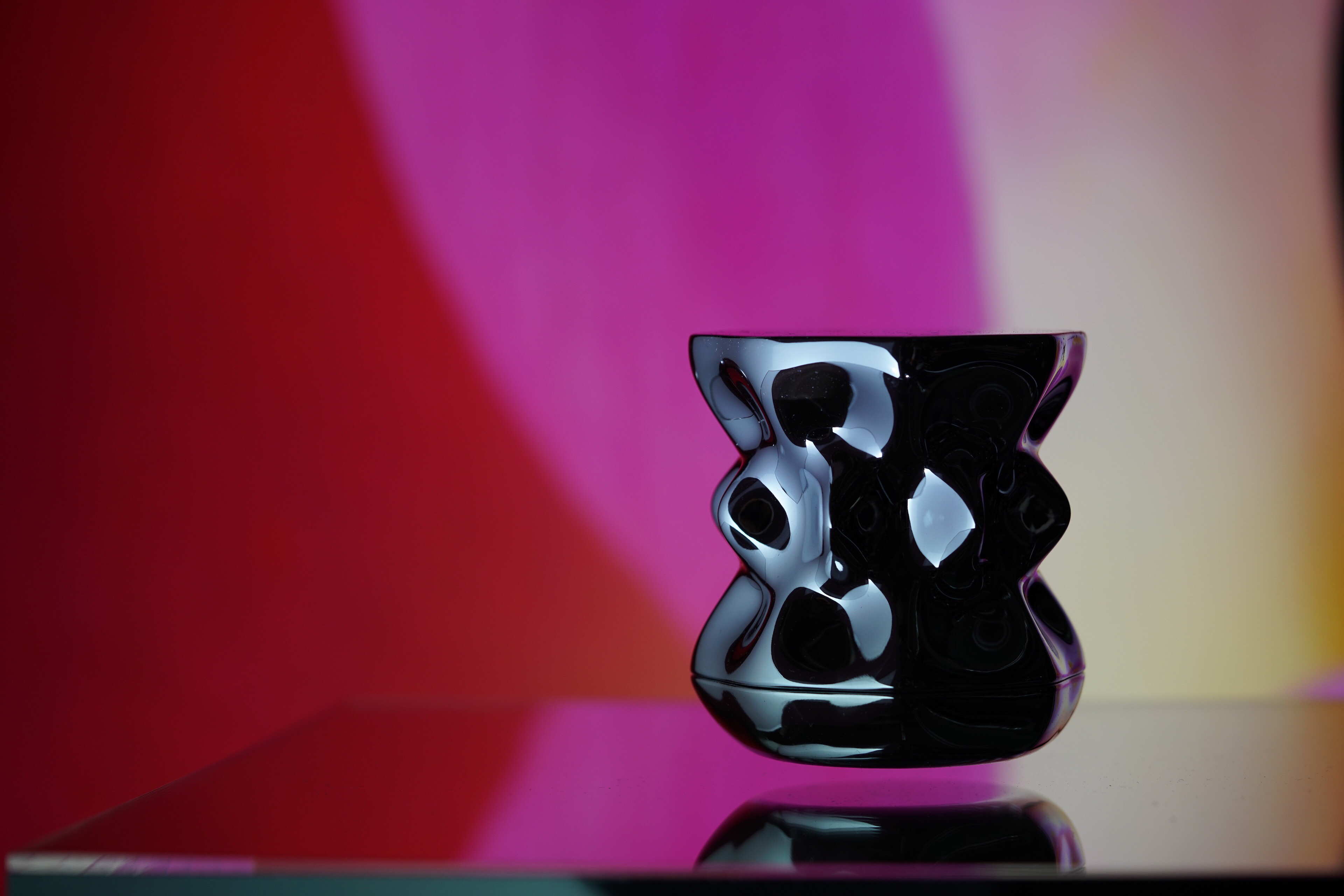
Borrowed Scenery and Materialized Waves 2017
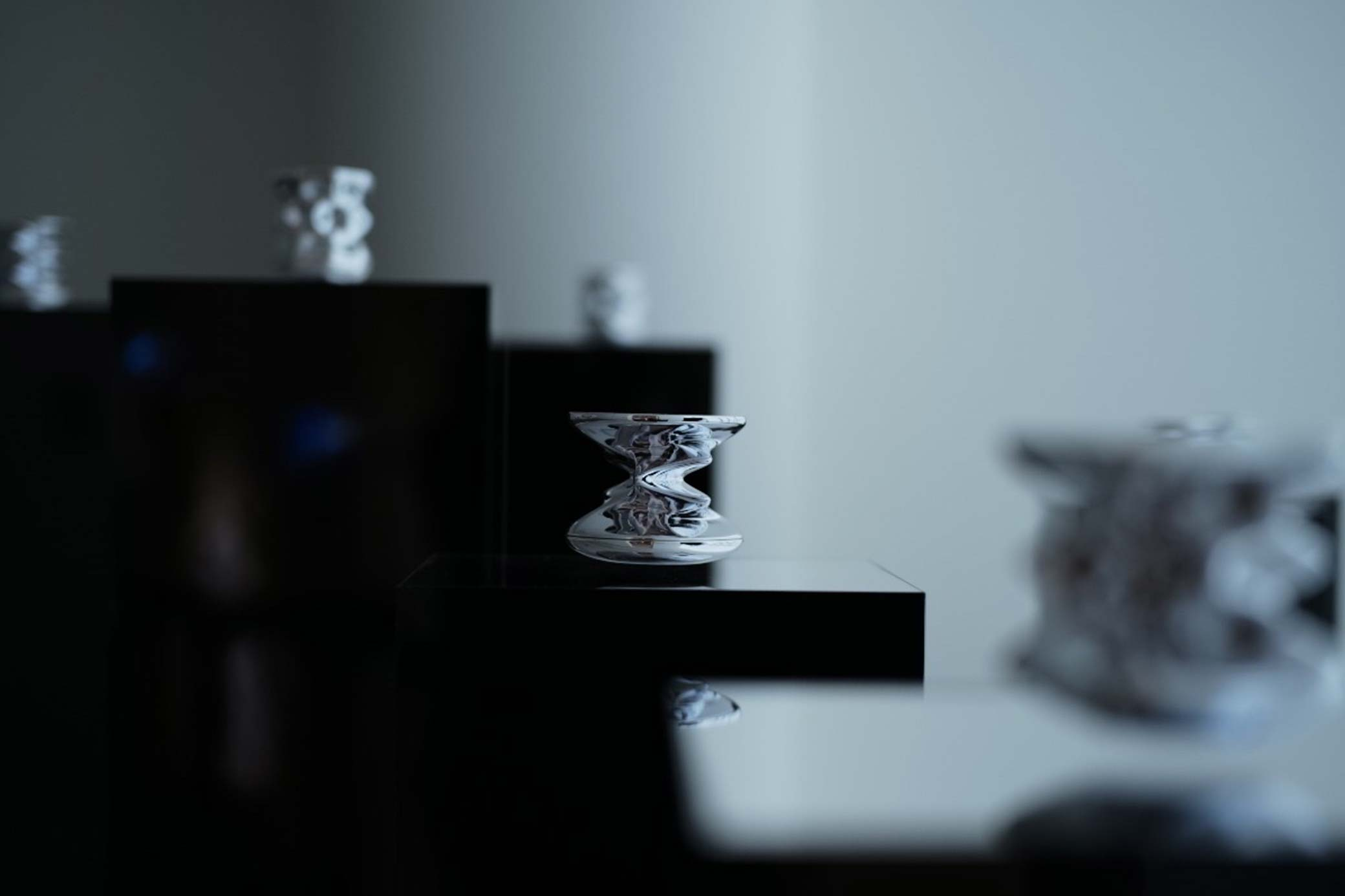
Borrowed Scenery and Materialized Waves
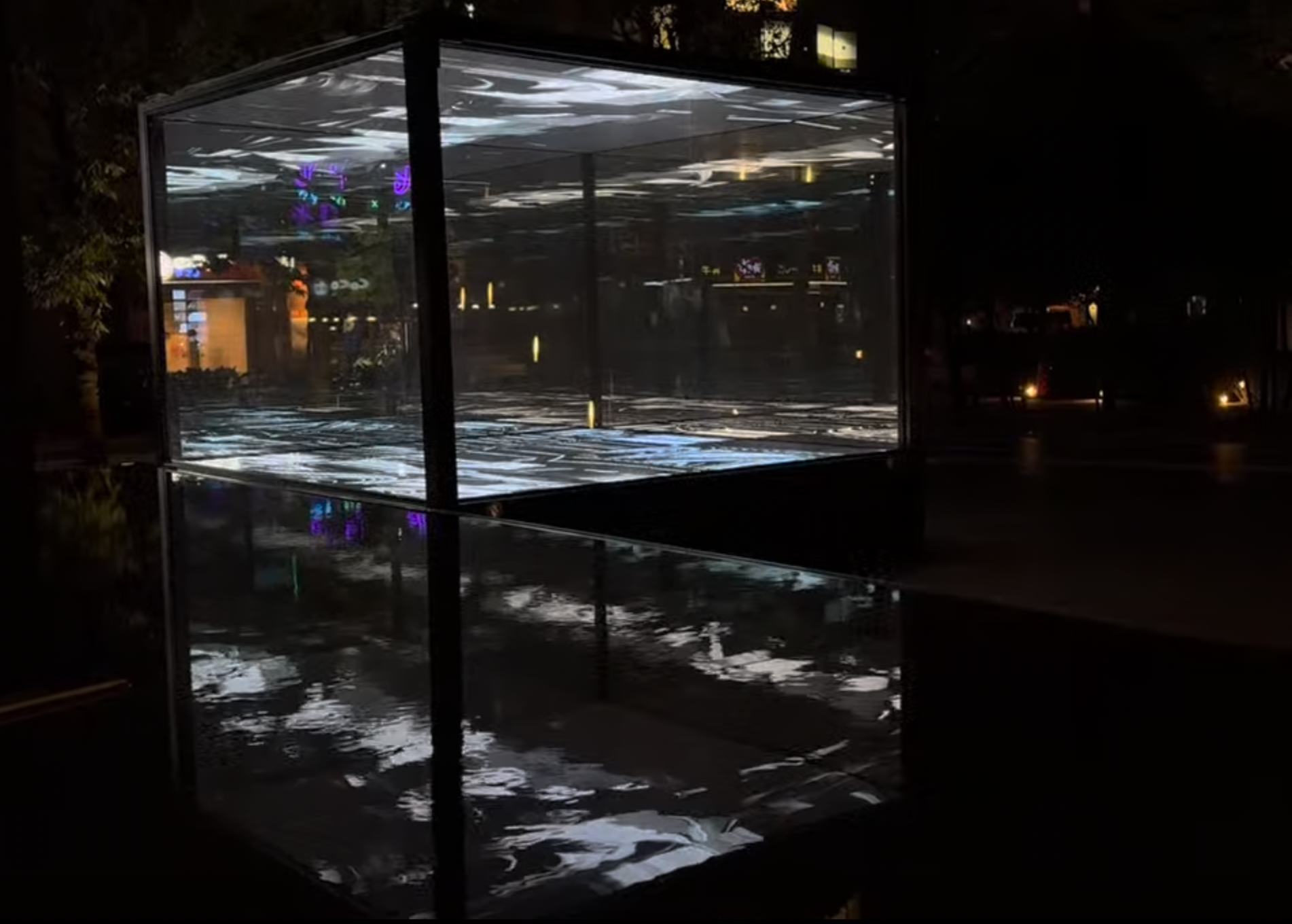
Reflector∞

パビリオンのテーマは「いのちを磨く」となっており、磨いて用いる銅鏡などの鏡が制作のヒントとなっている。落合陽一は、1970年の大阪万博で岡本太郎が「太陽の塔」を通じて示した縄文時代の象徴に対し、25年大阪・関西万博では「弥生モチーフ」としての鏡を提示していると言及している。

### デジタルネイチャー
落合陽一が提唱する「デジタルネイチャー（計算機自然）」とは、人間・自然・テクノロジー・データがシームレスに接続され、境界が溶け合った新しい生命圏のビジョンである。デジタルネイチャーは単なるデジタル空間の自然ではなく、「人・モノ・自然・計算機・データが接続され脱構造化された新しい自然」として定義され、null²はこのコンセプトを具体化したパビリオンであるとされている。

### 社会彫刻
ドイツのアーティストであるヨーゼフ・ボイスは、人間の意識的な社会活動を芸術作品と見なし、芸術は社会を変革する力になるという思想を前提として「社会彫刻」を提案しており、null²にはこれを意識した要素が盛り込まれている。落合陽一は社会実装まで含めた活動全体を「一つの社会彫刻のような作品」と表現しており、null²は人々の体験を通じて社会に働きかける参加型アートとしての機能も有しているという。

## 特徴

### 外観
落合陽一による基本計画には、「未だ見たことの無い　有機的な風景を変換するモニュメント　変形メタマテリアル構造や光学的メタマテリアル構造等によって構築された、人類が未だ見たことの無い有機的な風景の変換装置、風景とともにトランスフォーメーションする外観をもつモニュメント建築」と書かれている。
万博でのパビリオン建設にあたって設計を担当したNOIZは、落合からの要件をもとに2メートル四方と4メートル四方の立方体を組み合わせてマインクラフトのようなデザインの建造物を提案した。組み合わせ自由度の高い設計であったことから、NOIZの笹村佳央は、「世界情勢の急激な変化などを受け、材料などの建築コストが増加し、当初の予算内に収めることが難しくなっている。（中略）編集自在なヴォクセルだったため、当初のデザインイメージを損なわずにサイズをコンパクトして、コストを抑えられた」と、想定外の事態に対しても大きなコンセプトの変更なく対処できた旨を語っている。
建物は鏡面仕立てとなり、一見するとステンレス鋼のような硬質なイメージが想起されるが、そのイメージをあえて裏切るために鏡面かつ伸縮性のある素材が考案された。要件を満たす膜材の開発を行うため、被膜メーカーである太陽工業が参画し、null²のためにミラー膜と呼ばれる新素材を2年半かけて開発した。この素材を使用して「ホルン型」と呼ばれる中央部をくぼませた形状の部品と、「平面型」と呼ばれる平面仕上げの形状の部品を用意し、これらを組み合わせて立方体を制作した。ホルン型の部位は湾曲した形状により眺める角度を変えることで映り込む風景が変化する効果をもたらし、平面型の部位は表面が波打つように揺らぐことで映り込む風景がゆがむ効果をもたらし、これらを組み合わせることで落合の要望であった「動的な建物」を実現させた。また、これらをプログラム制御したロボットアームで押したり、叩いたり、引っ張ったりすることで意図的かつ局所的なゆがみを生成できるよう設計された。これらの制御は産業用ロボットの制作などを手掛ける電機機器メーカーファナックが担当した。

### 内装・空間演出

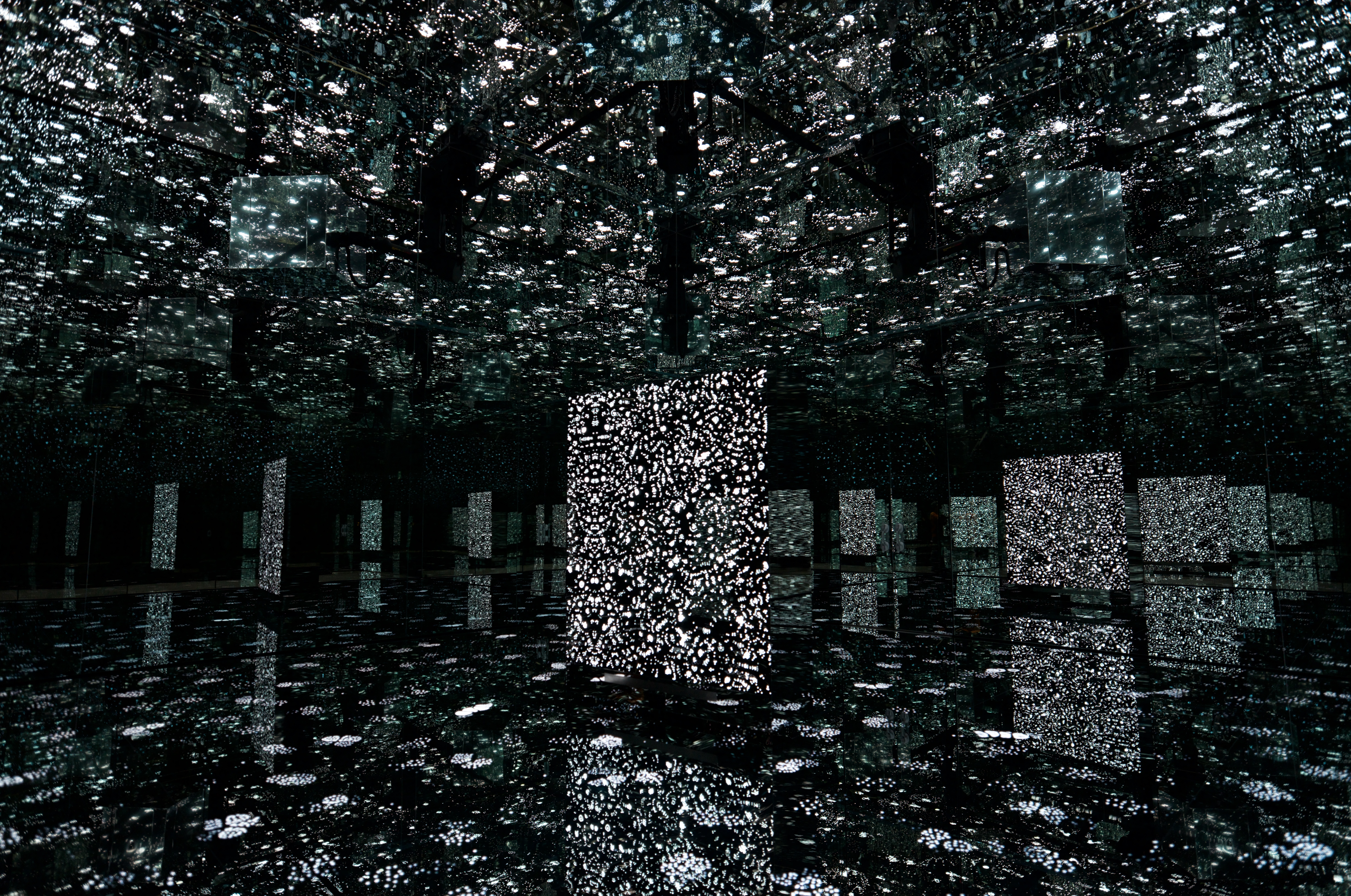
null²内部

null²パビリオン内部には、床・壁・天井の全面が鏡面および映像装置によって構成された「ミラーシアター」が設けられている。来場者は、自らの姿とリアルタイムに生成されるCG映像が無限反射する没入型空間を体験し、自我や現実の感覚が分散・解体されるような錯覚を味わうことになる。このシアターは日本最大規模のLED映像システムを採用しており、巨大モノリス型ディスプレイやロボットアームにより可動する天井部の立方体スクリーンが設置され、空間自体が生きているような動的演出を可能としている。

### アート要素と技術
null²パビリオンでは、建築自体が巨大なメディアアート作品として設計されている。外装は産業用ロボットアームを用いて膜面を変形させるキネティック・アートであり、協賛企業であるファナック株式会社のロボット16台が使用されている。内部では生成AI技術を活用したリアルタイム映像生成が行われ、来場者のデータに基づき、自らと対話可能なデジタルアバター「Mirrored Body®」が生成される。これらを通じて、観客は自己と他者、現実と仮想の境界が曖昧になるインタラクティブ体験を味わうことができる。この技術は、健康管理や本人確認などの用途での活用が期待されており、落合陽一は未来の可能性として、「意識を失った状態でも、救急隊員がデジタルヒューマンと対話する」といった状況も想定している。

## 制作
彫刻的な建築は落合陽一と建築設計事務所のNoizがコラボレーションしデザインを行い、Noizが建築設計および担当した。施工はフジタ・大和リース共同企業体が請け負っている。また展示コンテンツの企画制作には一般社団法人「計算機と自然」、映像制作スタジオ「WOW」などが参画しており、ファナック株式会社、岩崎電気株式会社、太陽工業株式会社などが技術面で協力・協賛している。落合は、全関係者がエンジニア兼クリエイターとして自律的に参画するチーム運営の形態を特徴としていると述べている。

## 体験内容
null²では、「人類が見たことのないインタラクティブな構造体と身体のデジタル化により、未知の風景と体験をもたらす」ことを目指している。内部には壁面を鏡、天井と床をLEDパネルで覆ったシアター空間が設けられており、来場者の3Dスキャンデータを使ったデジタルアバターとCG映像が連動した没入的な体験が提供される。
パビリオンは「彫刻的モニュメント」の役割も果たしており、内部に入場しなくても外観鑑賞だけでも体験が可能。

## 評価
大阪・関西万博のパビリオンの中でも特に人気の高いパビリオンとなっており、落合陽一によると、5月6日の地点で、連日5 - 6万人が来場したものの入場できた人数は2,000 - 3,000人程度に留まり、約30倍の倍率を記録したという。また、来場者からは「強烈でした」「めっちゃよかった」「鳥肌がたった」といった感想も寄せられているという。
- 『美術手帖』では「デジタルが当たり前に浸透する社会のなかで、人間の存在意義やその変化を問いかける意欲的なパビリオン」と表された[37]。
- 横浜美術館学芸員の南島興は「建築自体が映像を映すディスプレイであり、かつそれ自体が物質的な存在感をもつほかない。その点では、シグネチャー・パビリオンのなかでもっとも奇抜な建築に見え、パビリオン建築の発展史に対するきわめて正当な継承物であると言える」と評した[38]。
- 画文家の宮沢洋は「今回の万博で記憶に残るパビリオン1位かも」と評した[39]。
- 雑誌『WIRED』日本版編集長の松島倫明は「最も世界観が難解なパビリオンなんじゃないかと思う」「それだけ先の未来を提示しているパビリオン」と評した[40]。

## スタッフ
スタッフは以下のとおり。
設計
全体ディレクション / プロデュース：落合陽一
建築：NOIZ 担当 / 豊田啓介、蔡佳萱、酒井康介、笹村佳央、平井雅史
構造：Arup 担当 / 金田充弘、竹内篤史、小西佑佳
設備（基本）：Arup 担当 / 橋田和弘、岩元早紀
設備（実施）：株式会社フジタ 担当 / 大野友和、三好椋太、北迫 茂樹
展示内装・演出機器：乃村工藝社 担当 / 吉田敬介、鈴木健司、鈴木健太
施工
建築：フジタ・大和リース特定建設工事共同企業体 担当 / 前田郁宏、西田健、柴田真子、愛須裕章
展示内装・演出機器：乃村工藝社 担当 / 寺崎慎吾、鈴木未来、石川陽平、大西壮直、鈴木健太
協力
ロボティクス：アスラテック 担当 / 吉崎航
ジオメトリカルエンジニアリング：Arup 担当 / 春田典靖